# Pontella speciosa
Pontella speciosa is een eenoogkreeftjessoort uit de familie van de Pontellidae. De wetenschappelijke naam van de soort is voor het eerst geldig gepubliceerd in 1849 door James Dwight Dana.